# Bisdom Port-Gentil

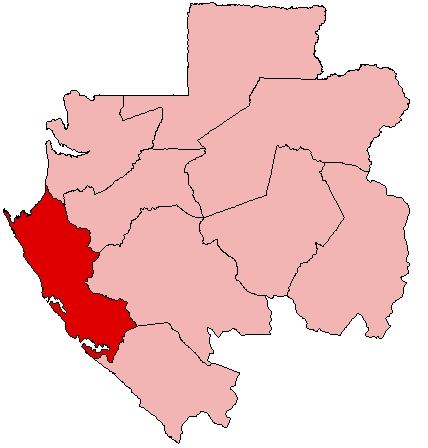
Het bisdom (rood) binnen Gabon

Het bisdom Port-Gentil (Latijn: Dioecesis Portus Gentilis) is een rooms-katholiek bisdom met als zetel Port-Gentil in het westen van Gabon. Het is een suffragaan bisdom van het aartsbisdom Libreville. Het bisdom werd opgericht in 2003. De hoofdkerk is de kathedraal Saint-Louis in Port-Gentil.
In 2019 telde het bisdom 9 parochies. Het bisdom heeft een oppervlakte van 22.850 km² en komt overeen met de provincie Ogooué-Maritime. Het bisdom telde in 2020 139.000 inwoners waarvan 55,5% rooms-katholiek was. Deze bevolking woont voornamelijk in en om de havenstad Port-Gentil, de tweede stad van het land, en is etnisch zeer divers.

## Bisschoppen
- Mathieu Madega Lebouankehan (2003-2013)
- Euzébius Chinekezy Ogbonna Managwu (2016-)